# Malattia di Hurler
La malattia di Pfaudler-Hurler o gargoilismo (per richiamare l'aspetto che ricorda un gargoyle) è una rara patologia genetica (carattere recessivo) caratterizzata da nanismo disarmonico (accorciamento del collo e del tronco con addome prominente per epatosplenomegalia), ritardo psichico e alterazioni corneali e cutanee.
Questa malattia è una mucopolisaccaridosi e fa parte dell'eterogeneo gruppo delle malattie da accumulo lisosomiale.

## Epidemiologia
L'incidenza della malattia risulta un caso su 100 000 persone.

## Sintomatologia
L'aspetto di questi pazienti comprende: fronte prominente, radice del naso infossata, cute ispessita, labbra grosse, lingua protrudente e cornee opache. Sono stati riscontrati anche difetti al cuore e alle valvole cardiache, ritardo mentale ed epatosplenomegalia.
La patologia è caratterizzata anche da un disturbo metabolico connettivale con iperproduzione di alcuni mucopolisaccaridi, dovuto al deficit dell'enzima alfa-L-iduronidasi.

## Prognosi
Se i difetti cardiaci sono presenti la morte può avvenire nell'adolescenza per la cardiopatia.